# Agraulis vanillae

Ciclo de vida

Los espejitos, (Agraulis vanillae, o Dione vanillae según otras taxonomías) es una especie de mariposa llamativa, con alas de color naranja brillante relativamente grandes, perteneciente a la familia Nymphalidae y subfamilia Heliconiinae.

## Nombres comunes
Mariposa de manchas plateadas, mariposa pasionaria motas blancas, espejitos, mariposa de espejos, nacarada del Golfo, pasionaria moteada, alalarga vanillae, borboleta-paixão, borboleta-pingos-de-prata en América del Sur y Central, y Gulf fritillary (eng.) en Estados Unidos.

## Descripción

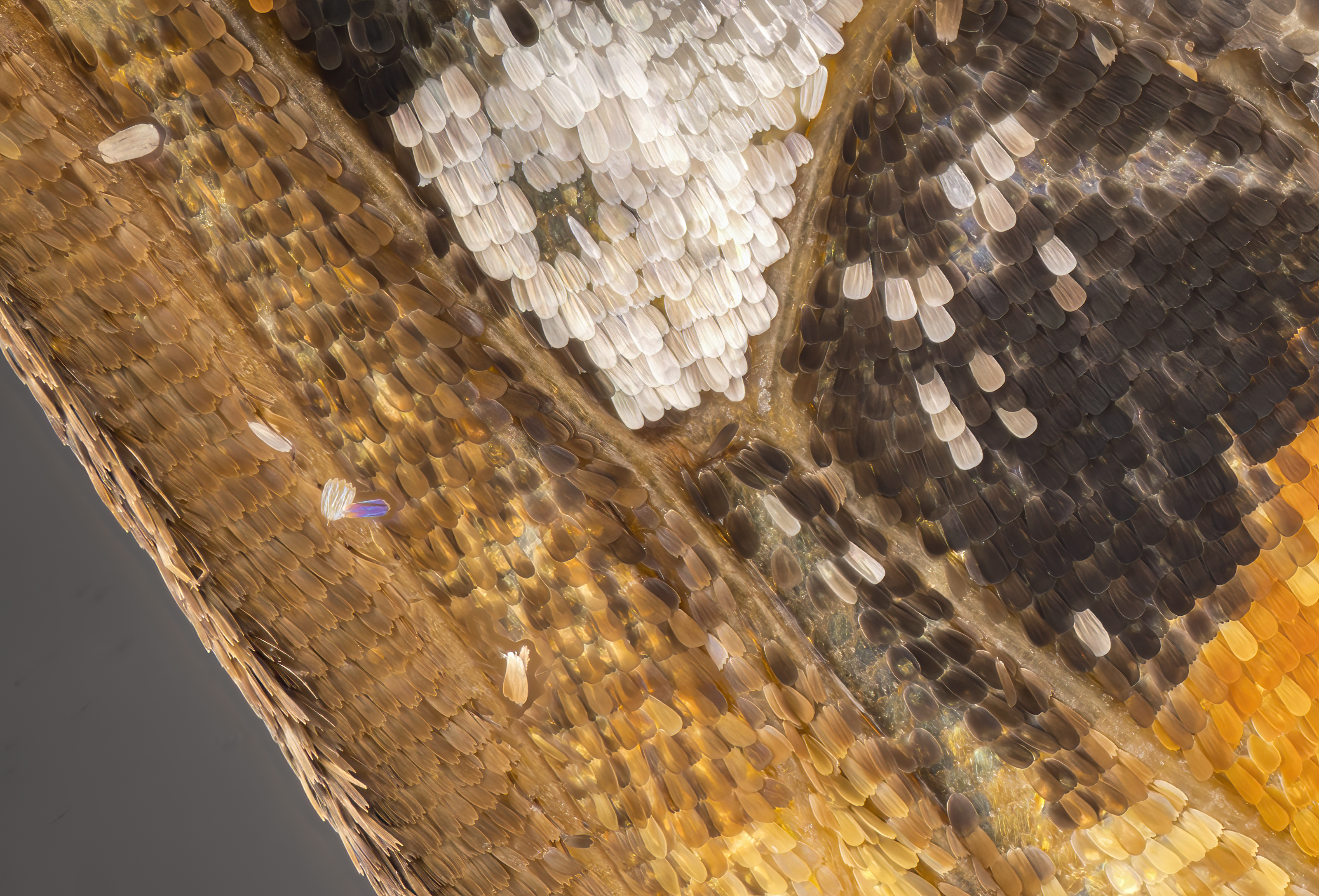
Ala Dione Vanillae

A. vanillae, en su estado adulto, es una mariposa grande, con alas de tamaño entre 6-9.5 cm (2.4 a 3.7 pulgadas), de color naranja brillante con rayas negras que la atraviesan en su parte superior. Sus alas inferiores son beis o marrones, con grandes manchas blancas-plateadas (de allí su nombre común “espejitos”). Esta mariposa exhibe dimorfismo sexual, ya que las hembras suelen tener un tamaño distintivamente mayor que los machos. Además de la diferencia de tamaño entre los dos sexos, las hembras suelen ser de color más oscuro y están más marcadas con rayas negras en comparación con los machos.

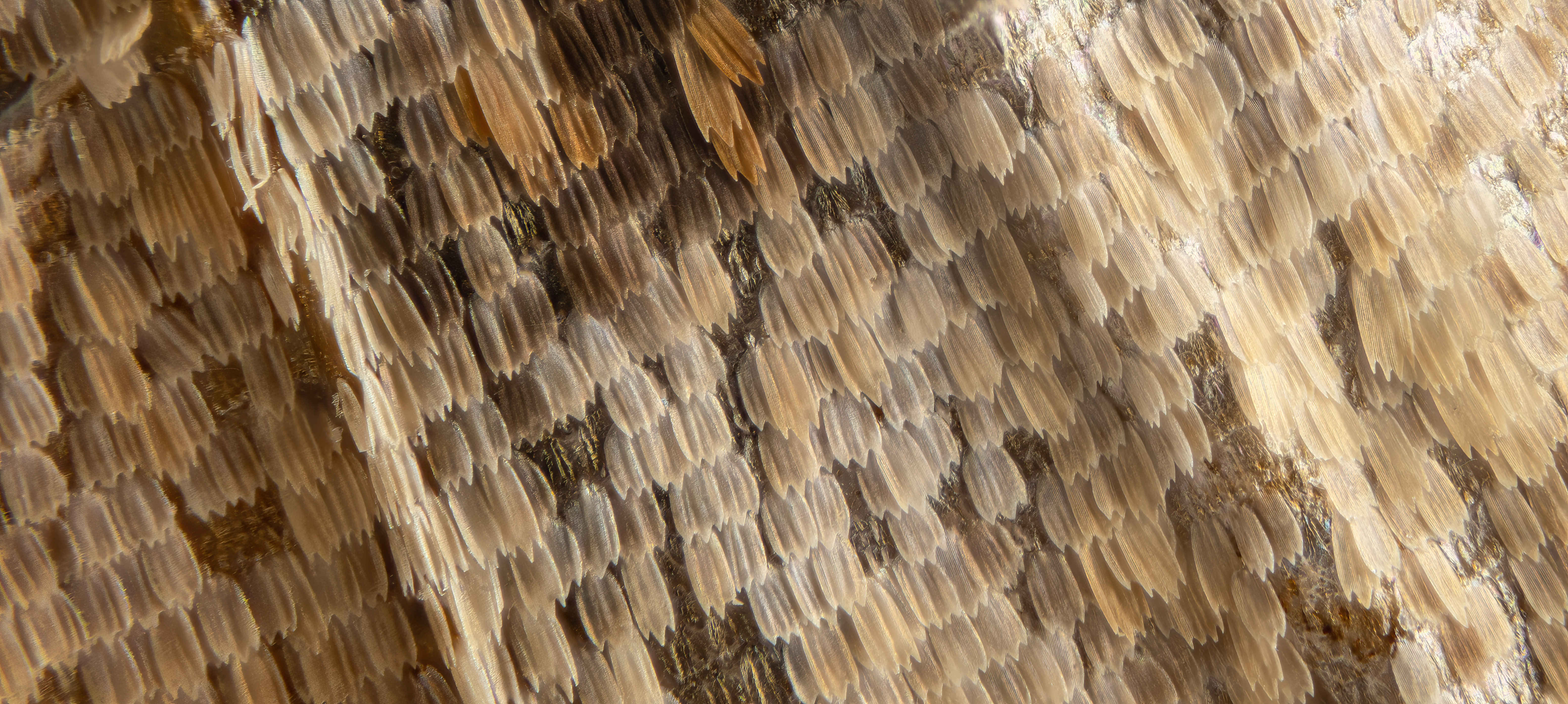
Ala de mariposa detalles. Dione c. Vanillae

La oruga puede llegar a medir 4 cm. Es de color naranja brillante con hileras de espinas negras. La crisálida mide 3 cm. Se asemeja a una hoja seca.

## Distribución
Su área de distribución se extiende desde el extremo de América del Sur (Argentina y Chile) a través de América Central, México, el Caribe y sur de Estados Unidos, hasta el norte de la Bahía de San Francisco, en la costa oeste, con incursiones ocasionales en regiones templadas.

## Comportamiento
Suelen observarse en hábitats abiertos, como en áreas moderadamente soleadas cerca de pastizales abiertos, parques y bosques así como también en jardines.
Agraulis vanillae puede llegar a ser localmente abundante en pastizales y cultivos en regiones secas o semiáridas. En el estado Mérida, en Venezuela, se ha señalado como causante de daños de magnitud a plantas de parchita (Passiflora edulis).

### Alimentación
Las orugas son herbívoras y se alimentan únicamente de plantas del género Passiflora.
Las mariposas adultas se alimentan de néctar de muchas flores, incluidas las plantas de Lantana, Glandularia y algunas asclepiadáceas.A. vanillae tiene la capacidad de aprender, asociando la coloración de algunas flores (Glandularia sp.) con una alta recompensa de néctar.

### Migración
Dado que Florida (USA) constituye un componente importante del rango geográfico de esta mariposa, el patrón de migración de A. vanillae en esa zona está bien documentado. Tienen dos vuelos importantes durante el año. La primera migración importante involucra a grandes poblaciones de mariposas que vuelan hacia el norte, mientras que la segunda migración involucra a las mariposas que se mueven hacia el sur en todo el estado, especialmente en las partes peninsulares de Florida. Las primeras y segundas migraciones ocurren en primavera y otoño, respectivamente.

### Defensa contra predadores
Tanto machos como hembras poseen ciertas glándulas defensivas ubicadas en su abdomen que sirven como un mecanismo de defensa química contra los depredadores, especialmente las aves. Cuando las mariposas detectan peligro en el área o son perturbadas repentinamente, estas glándulas emiten un olor distintivo que se compone de diferentes sustancias químicas, como 6-metil-5-hepten-2-ona y acetato de hexadecilo. Estos compuestos químicos hace que las aves eviten alimentarse de A. vanillae. Además, en algunos casos, esta especie a veces pueden competir y luchar con otras especies de mariposas, como Heliconius charithonia vazquezae y Dryas iulia moderata, cuando sus poblaciones reproductoras se encuentran en áreas similares, dentro del mismo rango geográfico.

### Apareamiento

#### Cortejo sexual
El proceso de cortejo típico comienza cuando un macho vuela y se posa cerca de una hembra, que probablemente esté posada sobre una planta hospedera (Passiflora spp). Luego, el macho y la hembra posicionan sus cabezas juntas, con sus cuerpos alineados en un ángulo de 45 grados. En ese momento, el macho realiza una acción específica llamada “exhibición de aplausos” en la que “aplaude” continuamente al abrir y cerrar las alas. Durante este tiempo, las antenas de la hembra se colocan entre las alas de apertura y cierre. Una vez que el macho deja de mover las alas, se desplaza a una posición que facilita el contacto genital con la hembra. La duración media del proceso de cópula, incluida la “exhibición de aplausos”, es de aproximadamente 11 segundos.

#### Feromonas
Las feromonas desempeñan un papel fundamental en los comportamientos de cortejo y apareamiento en que los machos de A. vanillae emiten feromonas sexuales que contribuyen a la elección de pareja por parte de las hembras. Los estudios han mostrado que los machos poseen estructuras en sus alas comprometidas en la producción y liberación de feromonas químicas.

#### Regalos nupciales
Junto con las feromonas químicas, los regalos nupciales juegan un papel importante en el proceso de apareamiento y cortejo. Durante la cópula, los machos transfieren materiales nutritivos a las hembras. Estos nutrientes adicionales dados a las hembras pueden ser utilizados durante el proceso de ovogénesis. El uso de obsequios nupciales en el proceso de apareamiento, especialmente cuando las hembras se aparean con varios machos, se relaciona con la idea de la elección femenina al decidir la fertilización del óvulo.

## Ciclo de vida

### Huevo

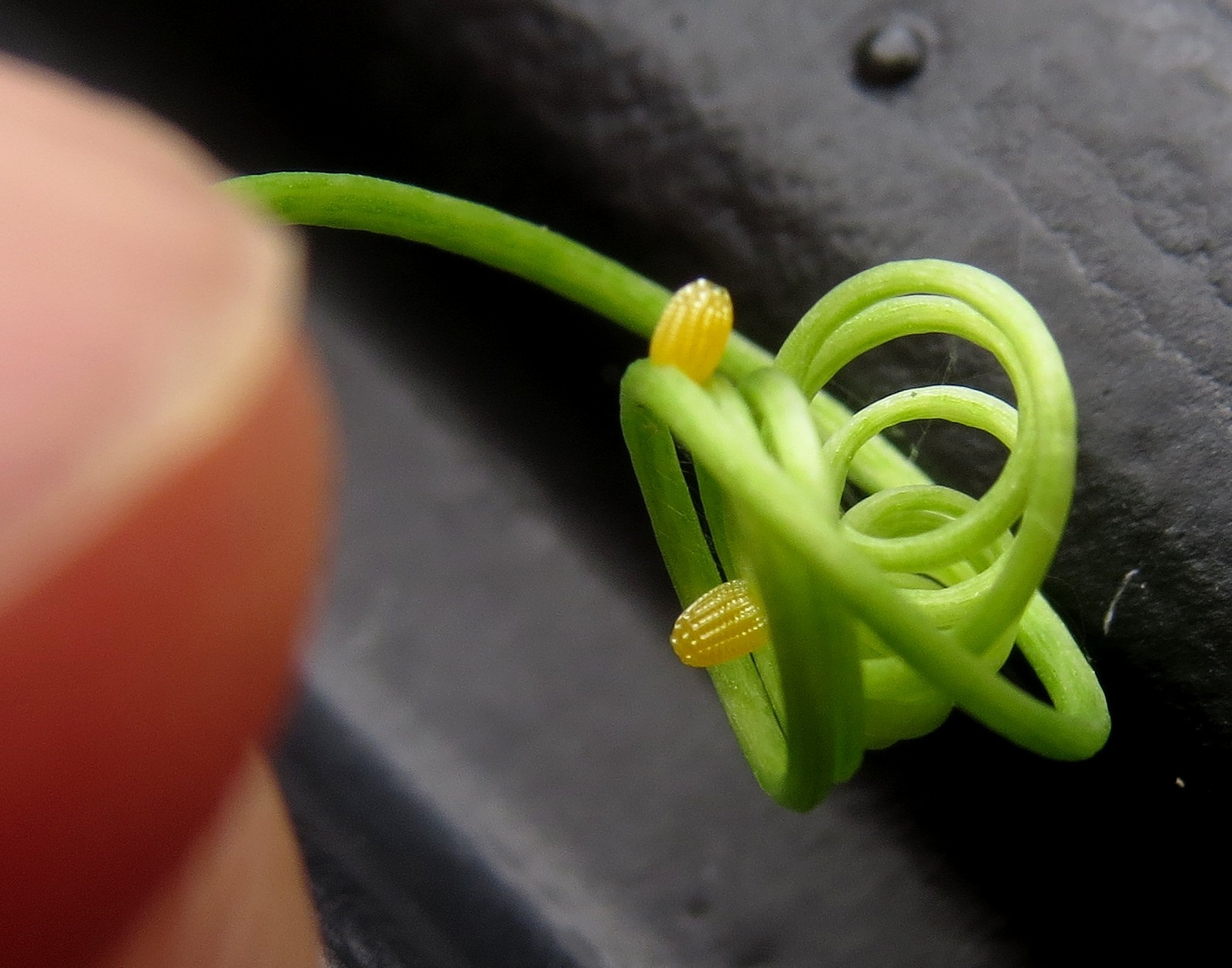
Huevos de Agraulis vanillae sobre una Passiflora

Durante el proceso de oviposición, la mariposa hembra vuela bajo y ligeramente por encima de la vegetación hasta que se detiene sobre una planta individual donde deposita un huevo. El factor determinante detrás de la elección de la planta hospedera probablemente se deba a la cierta composición química del género específico de la planta hospedera. Las plantas hospedadoras típicas incluyen varias especies del género Passiflora. Una vez que la hembra reconoce la composición química (usando las antenas), oviposita. Los huevos se encuentran generalmente en la superficie superior de las hojas de la planta huésped, pero también se pueden encontrar algunos en la parte inferior de las hojas. Los huevos son pequeños y de forma esférica. Inicialmente, son de color amarillo después de que la hembra los deposita, y gradualmente se vuelven de un color rojo pardusco en el transcurso de las siguientes 24 horas. La duración promedio de la etapa del huevo en el ciclo de vida es aproximadamente entre tres y cinco días, dependiendo de la temperatura del medio ambiente.

### Larva

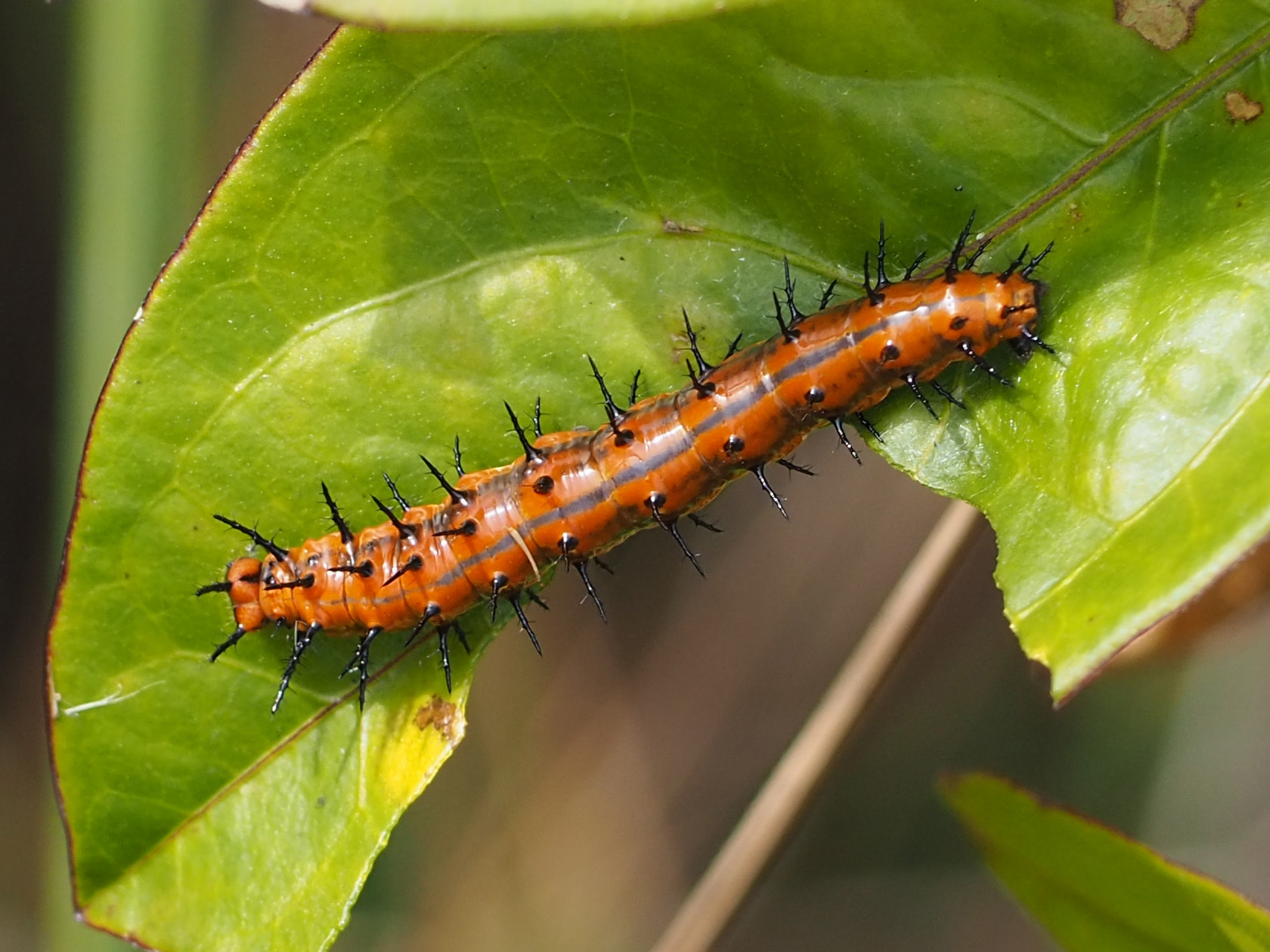
Larva (u oruga) de Agraulis vanillae

Las larvas son de color naranja oscuro con pequeñas espinas negras que sobresalen del cuerpo. Las etapas larvarias de A. vanillae incluyen cinco estadios, cada uno con un período de tiempo variable. Después de que los huevos eclosionan, las nuevas larvas se alimentan de las envolturas de los huevos. Eventualmente, las larvas pasan a consumir otros huevos o partes de la planta huésped para alimentarse. A lo largo de los sucesivos estadios larvarios, consumen principalmente hojas (particularmente alimentándose de los márgenes de las hojas de la planta hospedera). La cantidad de hoja y la profundidad de las capas que come la larva dependen del tipo (es decir, del grosor) de la hoja en cuestión. La duración media de la fase larvaria es de entre 11 y 16 días dependiendo de la temperatura.

### Pupa
En forma y apariencia, las pupas o crisálidas pueden variar tanto en color como en tamaño. La duración promedio del estadio de pupa en esta especie es de aproximadamente 7 a 12 días, dependiendo de la temperatura del ambiente. Las temperaturas más frías se asocian con un marco de tiempo más largo, mientras que las temperaturas más cálidas están asociadas con un tiempo más corto para el desarrollo de la pupa.

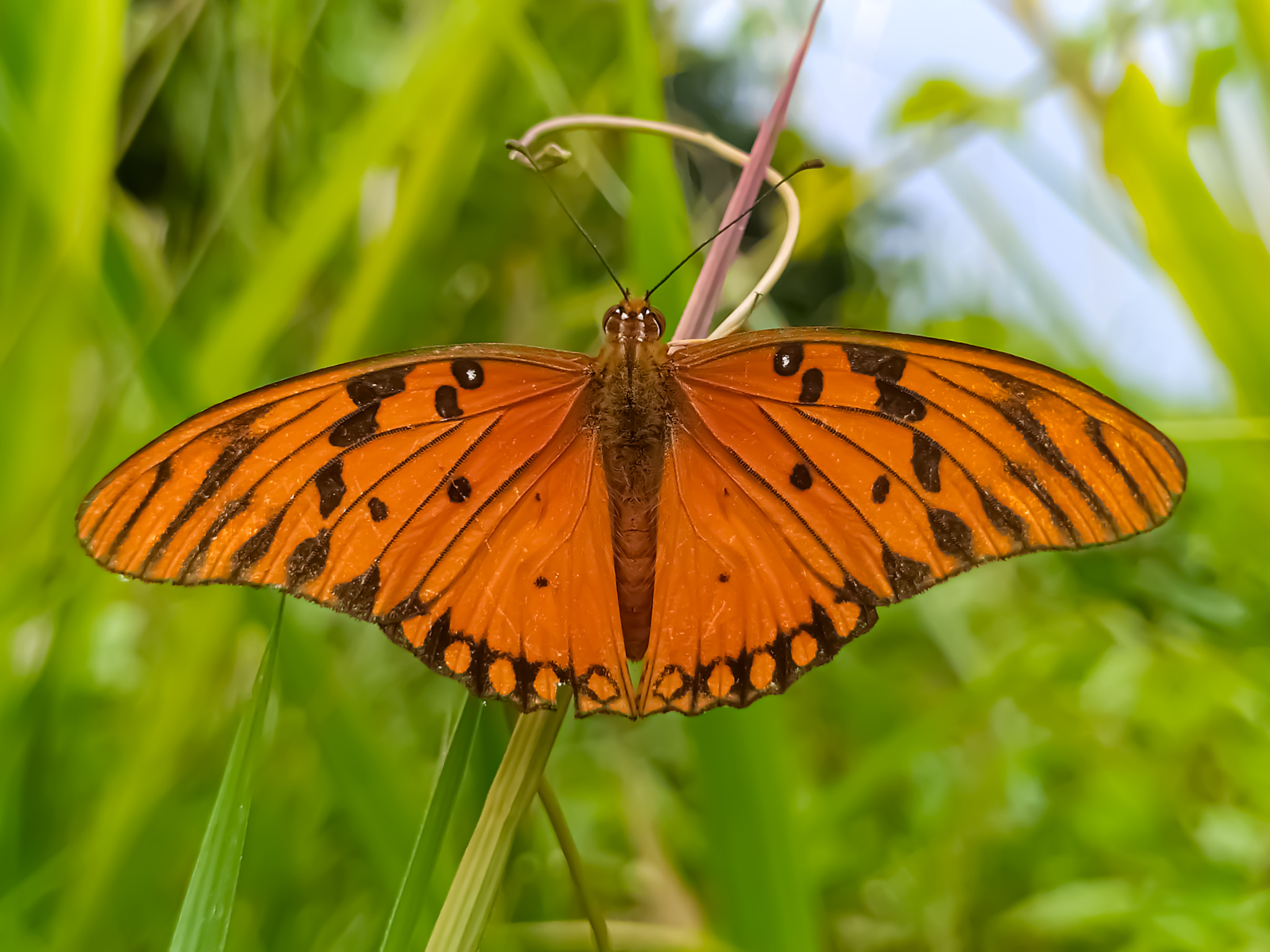
Agraulis vanillae, adulto

### Adulto
Al final de su metamorfosis, una vez que emerge de la pupa o crisálida como adulto, la mariposa seca sus alas y finalmente vuela por primera vez. La duración promedio del estadio adulto es aproximadamente de 14 a 27 días después de que la mariposa emerge de la crisálida dependiendo de la calidad del medio ambiente (es decir, factor en la disponibilidad de alimento, presencia de depredadores, competencia entre individuos, condiciones meteorológicas).